# George W. Eve
George William Eve, connu comme George W. Eve (1855-1914) est un graveur britannique. C'est un aquafortiste spécialisé dans l'exécution d'ex-libris et de timbres postaux.

## Biographie
George William Eve fait autorité dans l'héraldique britannique et est un membre du College of Arms.
Spécialiste de l'eau-forte, il est un fellow de la Royal Society of Painter-Etchers and Engravers. Il est d'ailleurs chargé de dessiner et graver le nouveau diplôme en 1904. Il est également membre de la Art Workers' Guild, une association d'architectes.
La plupart des œuvres de Eve sont des armoriaux en nature, et noir sur blanc.
Plus tard, sa rencontre avec F. G. House le pousse à expérimenter avec plus de formes picturales, mais son développement est interrompu, Eve mourant en 1914. Il laisse une veuve, Mary Ellen, et un fils.

## Œuvre

### Ex-libris
George W. Eve est un créateur d'ex-libris réputé, à une époque où cet art était important. Ses compositions ont été présentées aux expositions annuelles de l'Ex Libris Society (créée en 1891 et dissoute en 1908) et il a réalisé les ex-libris royaux pour la bibliothèque du château de Windsor. Il a par ailleurs réalisé un grand nombre d'ex-libris pour des clients privés.

Choix d'ex-libris
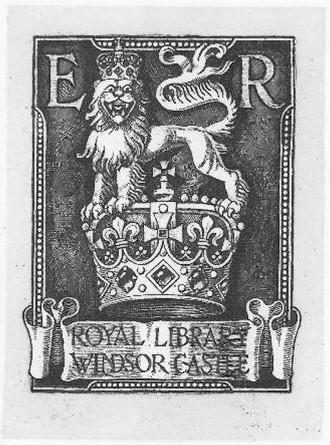
King Edward, années 1890.
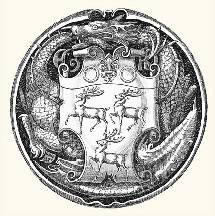
Ex-libris de 1895.
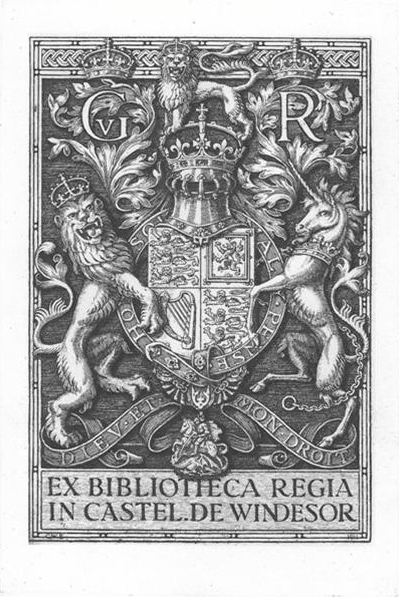
King George, 1911.
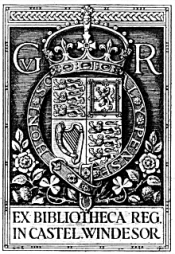
King George, 1911.

### Timbres
En tant qu'auteur d'ex-libris, George Eve est un choix naturel pour composer des timbres britanniques. Il réalise ainsi le premier timbre-taxe britannique, vers 1912-1913, qu'il a fait dans un style similaire à un ex-libris, avec une zone centrale blanche. Il a aussi composé les contours du tampon dateur du Post Office Savings Bank (en) et on a utilisé ses piliers et couronnes de fleur pour les timbres d'usage courant de petite valeur du roi George V.

Choix de compositions de timbres
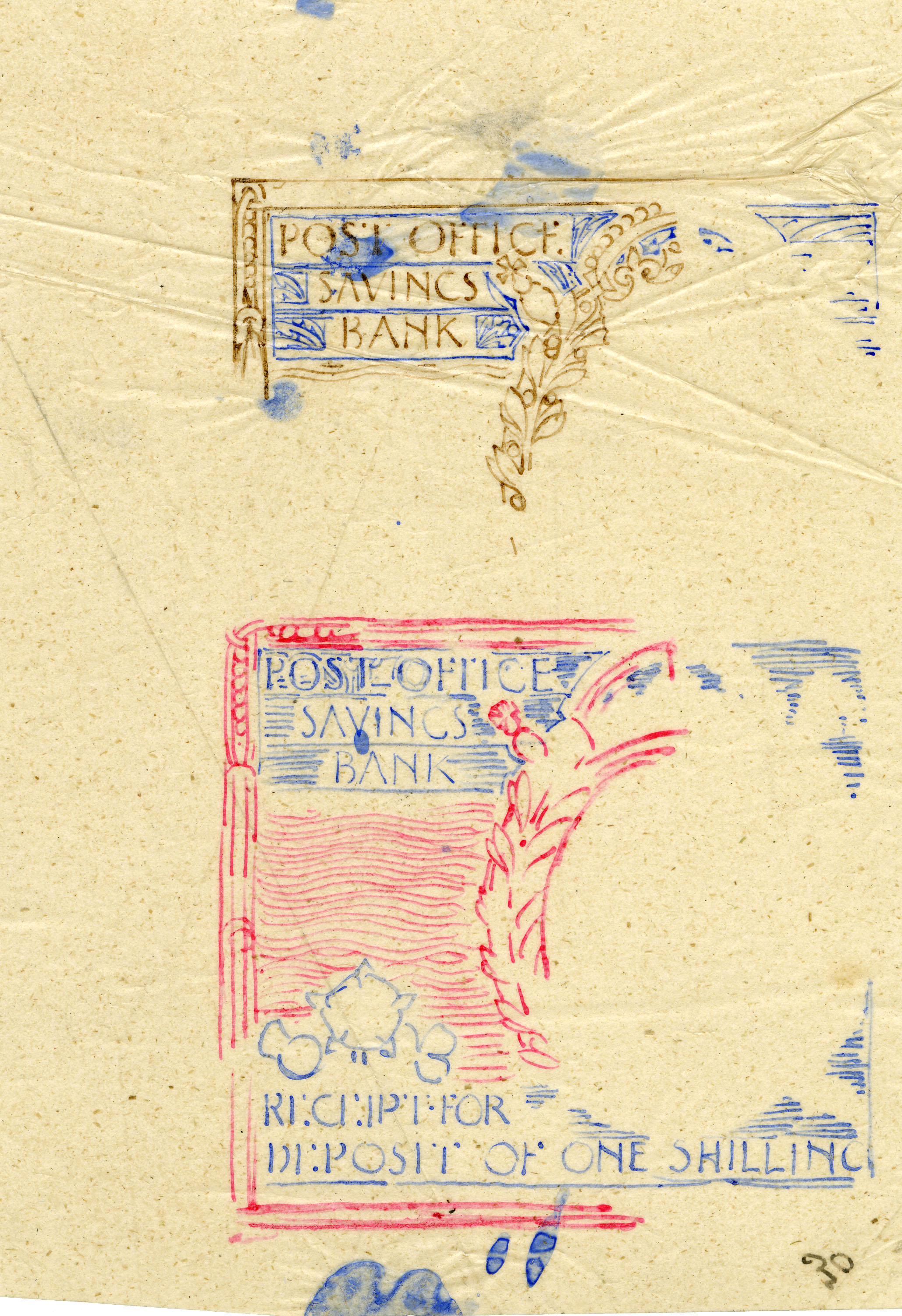
Essais pour les contours du tampon dateur de la British P.O. Savings Bank, 1911.
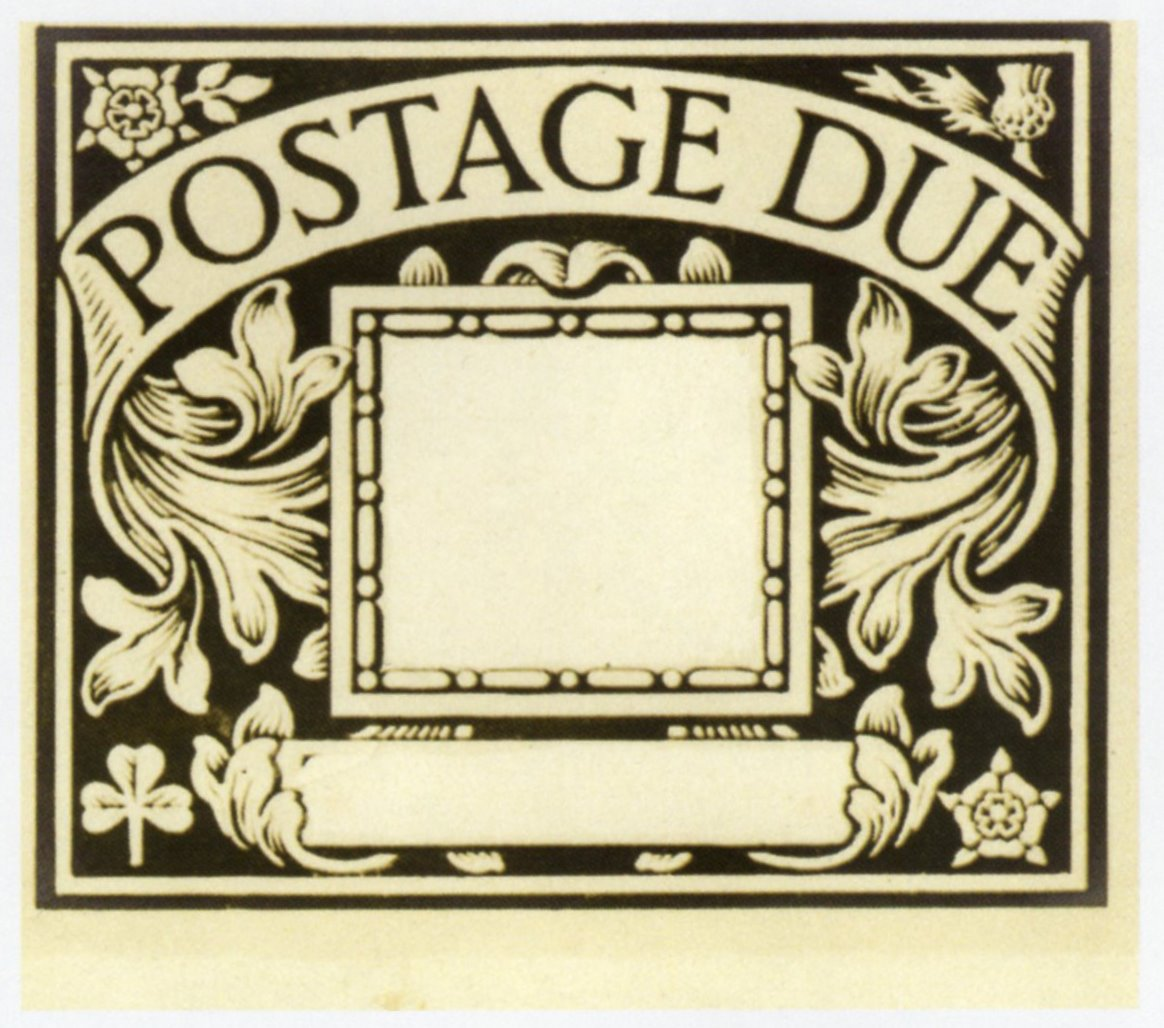
Composition pour les contours du premier timbre-taxe britannique, vers 1912-13.
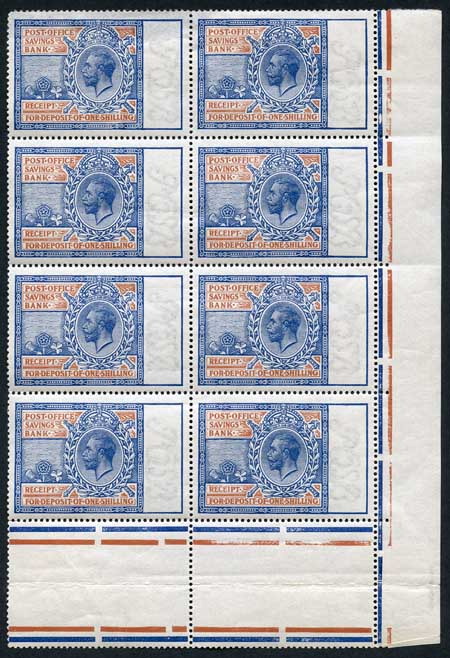
Savings stamps (en) britanniques de 1920.

### Autres

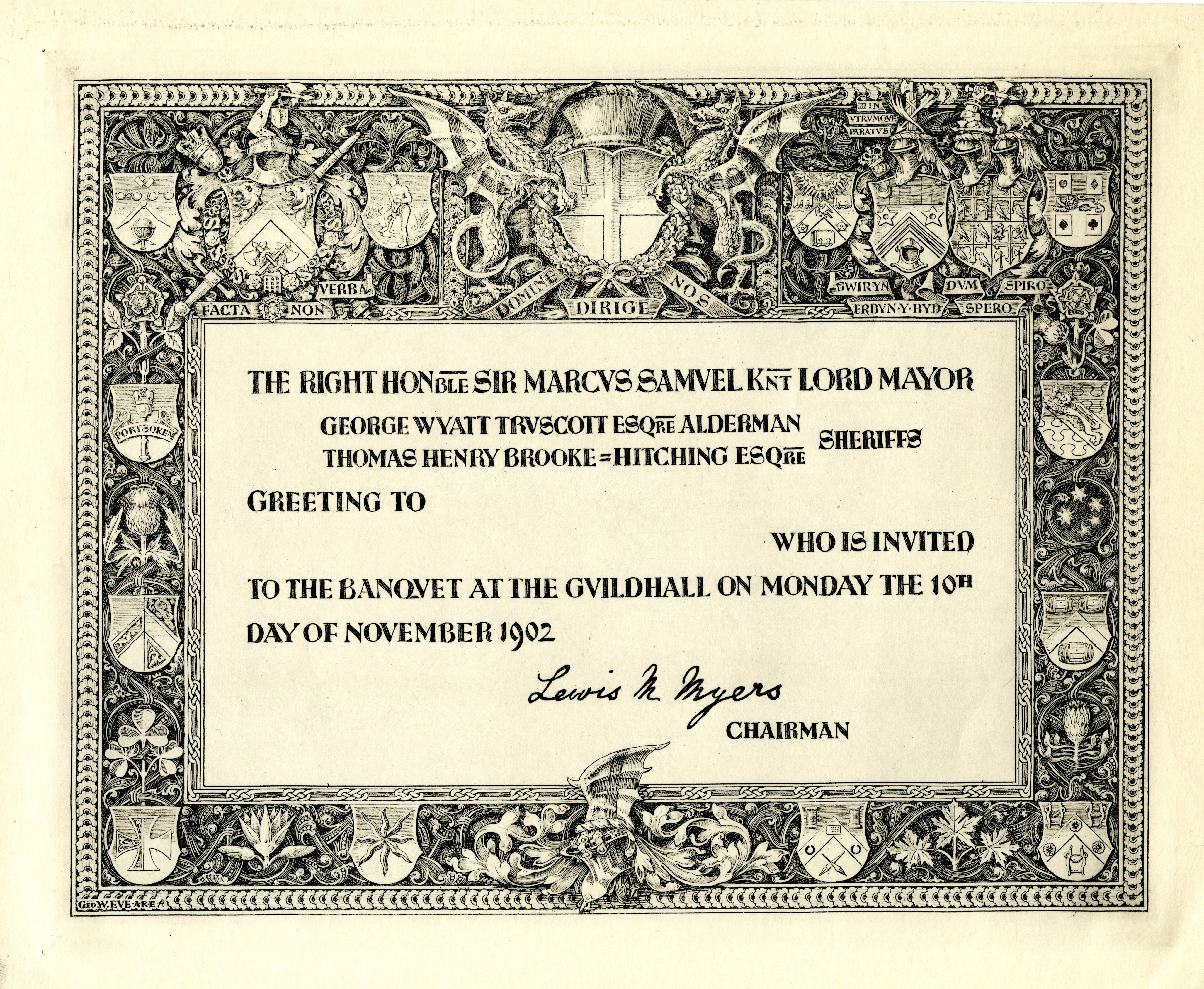
Invitation au banquet du maire de Londres, 1902.

En plus des ex-libris et des timbres, George W. Eve a réalisé de nombreuses invitations à des événements civiques, des compositions pour l'investiture galloise, des décorations d'armoiries et de gessos pour la maison d'Alloa du Comte de Mar, entre autres.

### Publications
- (en) Decorative heraldry: A practical handbook of its artistic treatment, Londres, 1897 (seconde édition, George Bell & Sons, Londres, 1908)
- (en) Heraldry as art: an account of its development and practice, chiefly in England, B.T. Batsford, Londres, 1907